# Saint-Julien-Vocance
Saint-Julien-Vocance é uma comuna francesa na região administrativa de Auvérnia-Ródano-Alpes, no departamento de Ardèche. Estende-se por uma área de 26,42 km². Em 2010 a comuna tinha 227 habitantes (densidade: 8,6 hab./km²).